# Reprezentacja Szwecji na Mistrzostwach Świata w Narciarstwie Klasycznym 2007
Reprezentacja Szwecji na Mistrzostwach Świata w Narciarstwie Klasycznym 2007 liczyła 18 sportowców. Najlepszym wynikiem było 2. miejsce Matsa Larssona w sprincie mężczyzn.

## Medale

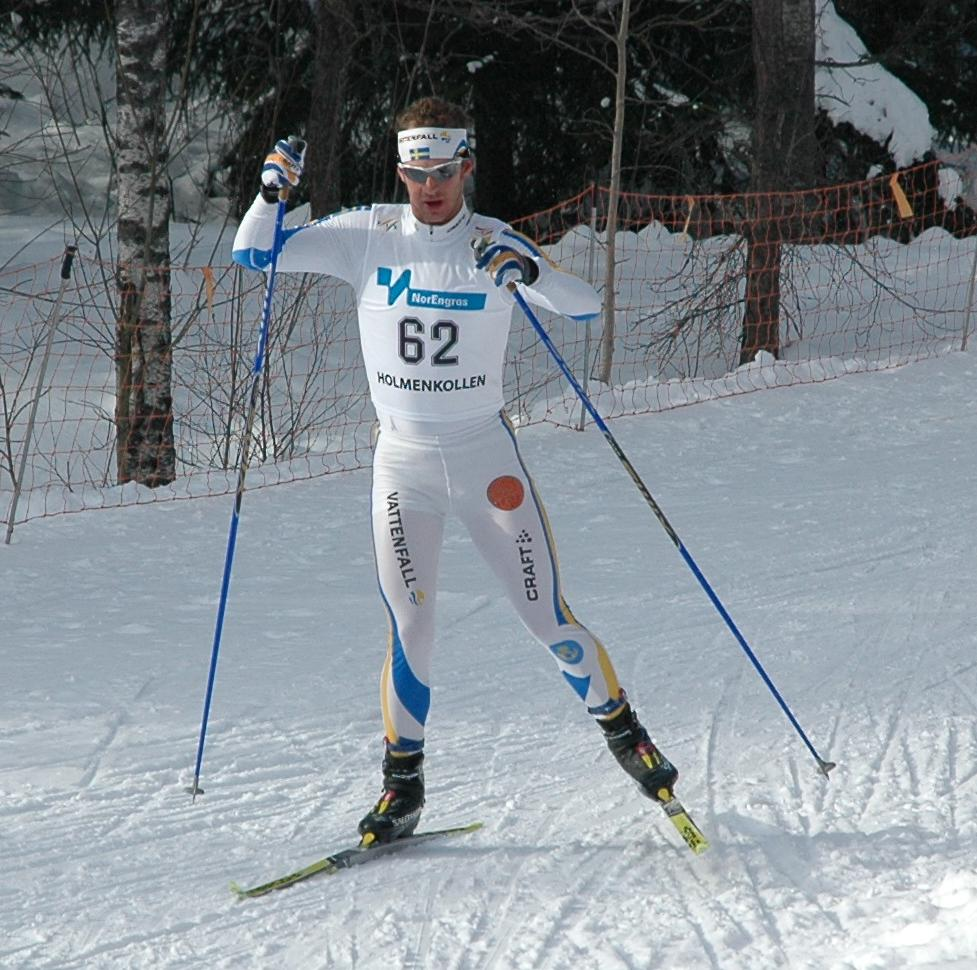
Anders Södergren

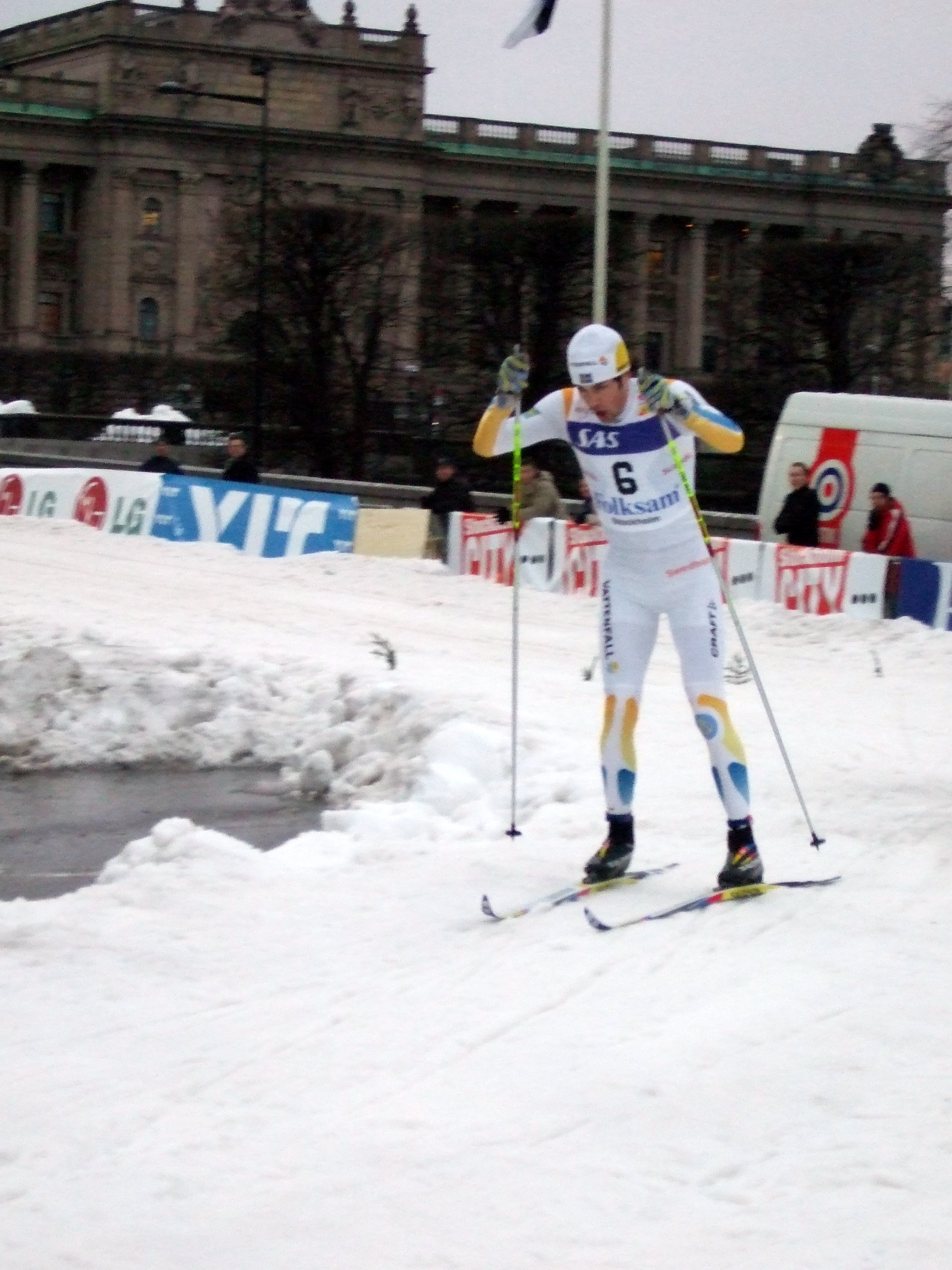
Mats Larsson

### Złote medale
Brak

### Srebrne medale
- Biegi narciarskie mężczyzn, sprint: Mats Larsson

### Brązowe medale
- Biegi narciarskie mężczyzn, sztafeta 4 x 10 km: Martin Larsson, Mathias Fredriksson, Marcus Hellner, Anders Södergren

## Wyniki

### Biegi narciarskie mężczyzn
Sprint
- Mats Larsson - 2. miejsce
- Björn Lind - 4. miejsce
- Emil Jönsson - 6. miejsce
- Petter Myhlback - 22. miejsce

Sprint drużynowy
- Björn Lind, Peter Larsson - nie ukończyli

Bieg na 15 km
- Johan Olsson - 7. miejsce
- Marcus Hellner - 8. miejsce
- Anders Södergren - 10. miejsce
- Martin Larsson - 76. miejsce

Bieg na 30 km
- Anders Södergren - 8. miejsce
- Mathias Fredriksson - 14. miejsce
- Johan Olsson - 20. miejsce
- Mats Larsson - 33. miejsce

Bieg na 50 km
- Anders Södergren - 14. miejsce
- Martin Larsson - 17. miejsce
- Mathias Fredriksson - nie ukończył

Sztafeta 4 x 10 km
- Martin Larsson, Mathias Fredriksson, Marcus Hellner, Anders Södergren - 3. miejsce, brązowy medal

### Biegi narciarskie kobiet
Sprint
- Anna Dahlberg - 4. miejsce
- Lina Andersson - 6. miejsce
- Ida Ingemarsdotter - 8. miejsce
- Britta Norgren - 26. miejsce

Sprint drużynowy
- Britta Norgren, Lina Andersson - 4. miejsce

Bieg na 10 km
- Charlotte Kalla - 5. miejsce
- Anna Dahlberg - 20. miejsce
- Sara Lindborg - 24. miejsce
- Lina Andersson - 42. miejsce

Bieg na 15 km
- Charlotte Kalla - 7. miejsce
- Britta Norgren - 27. miejsce
- Sara Lindborg - 31. miejsce
- Anna Karin Strömstedt - 40. miejsce

Bieg na 30 km
- Sara Lindborg - 16. miejsce
- Britta Norgren - 32. miejsce
- Anna Karin Strömstedt - nie ukończyła

Sztafeta 4 x 5 km
- Anna Dahlberg, Lina Andersson, Charlotte Kalla, Britta Norgren - 4. miejsce